# Topilec
Topilec (białorus. Тапілец)– wieś w Polsce położona w województwie podlaskim, w powiecie białostockim, w gminie Turośń Kościelna. Oddalona od Białegostoku o około 16 km, 10 km od Choroszczy, dojazd z dwóch stron drogą asfaltową od tzw. szosy Kruszewskiej oraz od Baciut (od drogi na Wysokie Mazowieckie).
W latach 1975–1998 miejscowość administracyjnie należała do województwa białostockiego.
Prawosławni mieszkańcy wsi należą do miejscowej parafii św. Mikołaja Cudotwórcy w Topilcu, a wierni kościoła rzymskokatolickiego do parafii św. Jana Chrzciciela i św. Szczepana w Choroszczy.

## Zabytki
We wsi znajdują się 2 świątynie prawosławne:
- cerkiew pod wezwaniem św. Mikołaja Cudotwórcy (parafialna)
- kaplica pod wezwaniem św. Jerzego (cmentarna).

## Historia
Według Powszechnego Spisu Ludności z 1921 roku wieś zamieszkiwało 88 osób w 14 domach. Większość jej mieszkańców, w liczbie 84 osób, zadeklarowała wówczas białoruską przynależność narodową, pozostałe 4 osoby podały narodowość rosyjską. Jednocześnie wszyscy mieszkańcy wsi zgłosili wyznanie prawosławne.

## Inne
Wieś położona jest w otulinie Narwiańskiego Parku Narodowego i posiada bezpośredni dostęp do rzeki Narew. Od Topilca rzeka Narew zaczyna bieg kilkoma korytami, obszar ten jest nazywany Polską Amazonią. Tuż za Topilcem w okolicach miejsca zwanego "Sosnowcem" zbudowano wieżę widokową, ufundowaną przez Narwiański Park Narodowy.
Na początku wsi znajduje się kompleks stawów hodowlanych, łowisko wędkarskie oraz sala bankietowa. Spora grupa mieszkańców zajmuje się przemysłową hodowlą drobiu, zaś w samej miejscowości znajduje się kilka profesjonalnych ferm drobiu. W centrum wsi ulokowano cmentarz żołnierzy niemieckich i rosyjskich z czasów I wojny światowej. Ponadto we wsi znajduje się stylowa świetlica wiejska, odnowiona choć kryta słomą z trzciny.